# Gregorio Benítez Inchausti
José Gregorio Benítez Inchausti (Villarrica, Paraguay, 25 de mayo de 1834 - 30 de diciembre de 1909, Paraguay, Villarrica)  fue un político y periodista paraguayo, Canciller, Fiscal General y Senador de la República del Paraguay.

## Biografía
José Gregorio Benítez Inchausti nació en la ciudad de Villarrica un 25 de mayo de 1834, hijo de Wenceslao Benítez y de María Magdalena Inchausti Aguinagalde, Gregorio fue el segundo hijo de doce hermanos.

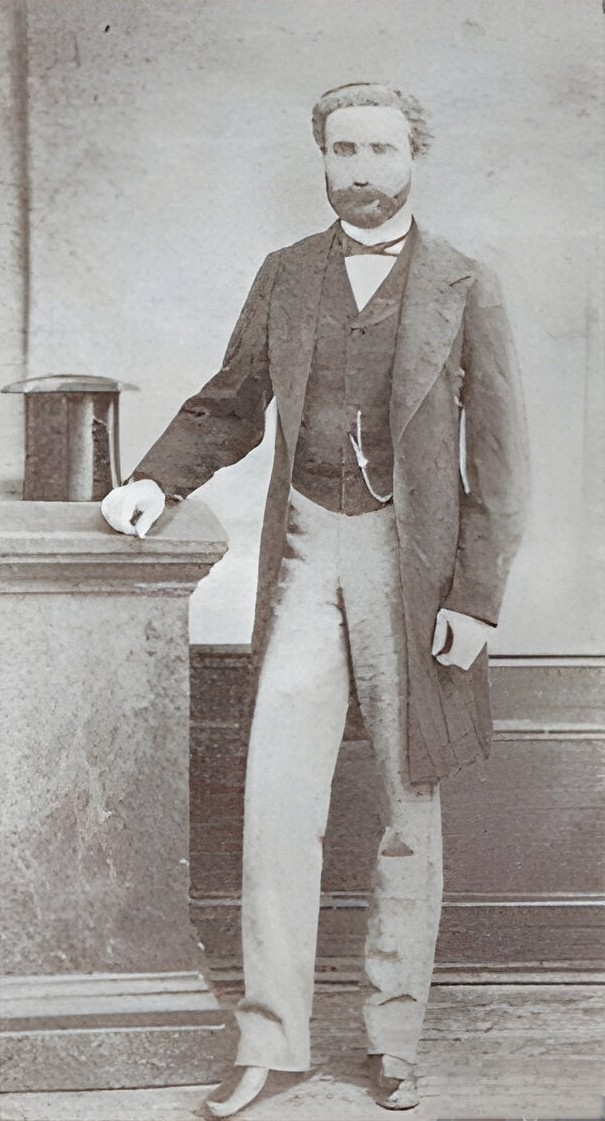
Gregorio Benítez en Parìs

En Villarrica realizó los primeros estudios; a la edad de 17 años se incorporó al ejército paraguayo formado en el campamento de Paso de Patria, bajo el comando del General Francisco Solano López, su batallón fue el número 1, a cargo del Coronel Vicente Barrios; fue partícipe de las obras de defensa de ''Humaita'' 
En el año 1856 fue designado como escribiente del Ministerio de Guerra y Marina, que estaba a cargo del general Francisco Solano López; acompañó a López  cuando éste actuó como mediador entre los gobiernos de la Confederación Argentina y de la Provincia de Buenos Aires, en 1859, en la suscripción del pacto de San José de Flores . Benítez fue designado por el Presidente Carlos Antonio López a viajar a Londres como secretario de Carlos Calvo,encargado de negocios de Paraguay en Francia y Gran Bretaña.
Para cumplir con dicha misión, Benítez salió de Paraguay en 1860 sin retornar sino a más de 11 años después. En Londres Benítes prosiguió sus cursos de francés y cuando le cupo radicarse en París ya hablaba y escribía correctamente en dicho idioma.
Siendo primer secretario de la embajada paraguaya en París, fue designado por Francisco Solano López  a visitar al Rey Guillermo de Prusia lo que cumplió entre octubre de 1864 y febrero de 1865 a los efectos de hacerle entrega de 6.000 libras de yerba mate en el marco de una idea de López de introducir el producto para le consumo en el ejército prusiano. El rey de Prusia otorgó a Benítes la Cruz de Caballero de la Orden de la Corona de Prusia.
Durante la Guerra de la Triple Alianza, Benítez fue el encargado de representar al Paraguay a Europa encargado de negocios principalmente en Francia y Gran Bretaña; en 1869 viajó a los Estados Unidos para que mediara en la guerra.
En abril y mayo che 1889, se produjo en Asunción una grave crisis entre el Poder Legislativo y el Superior Tribunal de Justicia. El máximo órgano jurisdiccional había dispuesto que se pusiera en libertad al señor Marcelino Fleitas, detenido en el Departamento General de Policía por orden de la Cámara de Diputados, a raíz de un artículo aparecido en el diario El Independiente de la capital, que fue considerado ofensivo a la corporación judicial. Ante esto, la cámara decidió iniciar un juicio político contra los miembros del tribunal superior, Alejandro Audibert, Domingo A. Ortiz y Luis Burone, quienes fueron removidos en sus cargos por el Senado.         Tras varios días de indefinición, el 23 de mayo de 1889 el Poder Ejecutivo designó, con previo acuerdo del Senado, a Gregorio Benites como nuevo Presidente del Superior Tribunal de Justicia, y como miembros adjuntos, a los señores César Gondra y Gil M. Ramírez, quienes hasta entonces se desempeñaban como Fiscal General del Estado y Fiscal del Crimen, respectivamente. Como Gondra no aceptó la designación, la crisis sólo quedó resuelta el 30 de mayo siguiente, cuando el señor Antonio Codas fue nombrado como miembro adjunto del máximo tribunal.
El gabinete ministerial del vicepresidente Morínigo, fue integrado por Ángel M. Martínez en la cartera del Interior, Gregorio Benitez en la de Relaciones Exteriores, Agustín Cañete en la de Hacienda, Manuel A. Maciel en la de justicia, Culto e Instrucción Pública y el comandante Antonio Cáceres en la de Guerra y Marina.
      Al dejar el Ministerio de Relaciones Exteriores, Benites volvió a residir en Villarrica y se dedicó a poner en orden sus antiguos apuntes y documentos. 

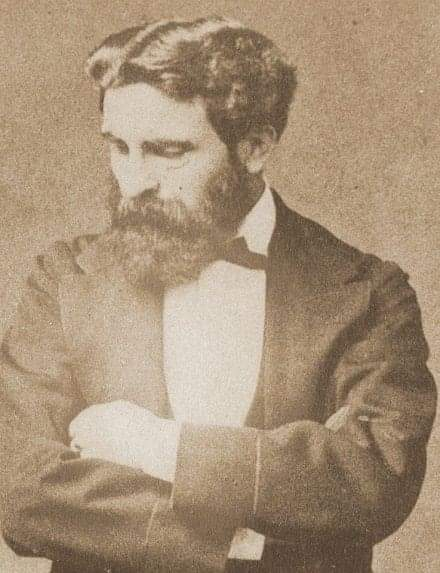
Don Gregorio Benítez

      Benites esperó por largos meses que se cumpliera la promesa que se le había hecho de designarlo como ministro residente en el Uruguay. Al fin, en diciembre de 1896 se confió esa representación a César Gondra y, en abril de 1897, Gregorio Benites fue nombrado Fiscal General del Estado, cargo en el que se mantuvo por más de tres años, en septiembre de 1900, en enero de 1901 fue designado director general de Correos y Telégrafos y ejerció el cargo hasta marzo de 1902. Unos días después, el 3 de abril de 1902, se incorporó al Senado, como representante de los distritos 15 y 16.  Integró ese año las comisiones de Presupuesto y de Hacienda; en 1903, la de Presupuesto; y en 1904, la de Cuentas. En diciembre de 1904, triunfante el Partido Liberal en la Revolución de 1904, fue elegido presidente provisorio de la cámara, por dimisión del Vicepresidente de la República, Manuel Domínguez, quien presidía también el Senado, y porque los vicepresidentes primero y segundo, generales Bernardino Caballero y Patricio Escobar, dejaron de formar parte del cuerpo. Actuó brevemente en ese carácter hasta la conclusión de su mandato, en marzo de 1905, sin poder ser reelecto, por haberse pactado que en las elecciones respectivas sólo se presentarían candidatos del Partido Liberal.

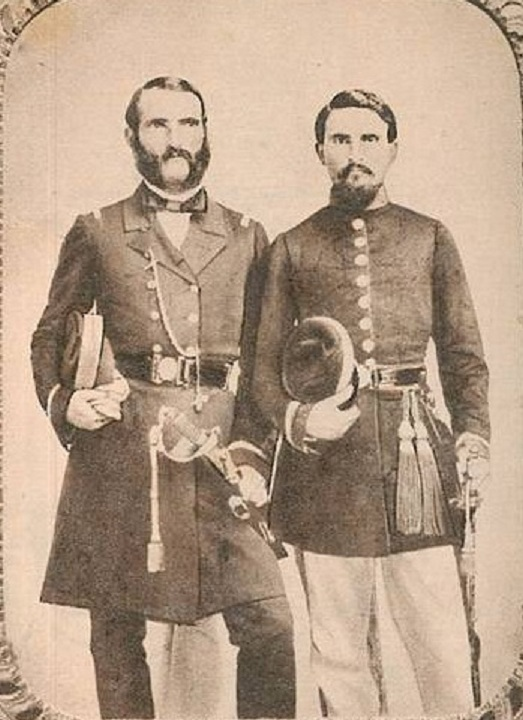
Capitanes Eduvigis y Gregorio Benítez 1860

  El 30 de diciembre de 1909, Benites falleció en Villarrica. Queda una crónica de El Diario de Asunción sobre el final de su vida, en la que se señaló que: "Don Gregorio Benites vio llegar la muerte con la mayor serenidad. Desde el primer momento de su corta y fatal dolencia comprendió que había sonado su última hora y hablaba de ella tranquilamente a las personas que rodeaban su lecho. Antes de morir recordó a la patria y manifestó su deseo de que el Paraguay llegue a ser grande por la paz y por el trabajo". Había alcanzado 75 años de edad.
        El entierro fue sencillo pero solemne. Se realizó el 1° de enero de 1910, a las cuatro de la tarde. El ataúd iba cubierto con una bandera paraguaya y el cortejo fue presidido por las autoridades locales y por familiares del extinto. "Una compañía de soldados con fusil a la funerala escoltaba el féretro. La banda municipal, en primera fila, ejecutaba marchas fúnebres, alternando con los tambores destemplados. El cortejo ocupaba más de una cuadra. En el cementerio, hicieron uso de la palabra, antes de inhumarse el cadáver, los señores Chamorro y Riera".